# Thierno Niang
Thierno Ibrahima Niang (Dakar, 8 marzo 1990) è un cestista senegalese.

## Carriera
Con il Senegal ha disputato due edizioni dei Campionati mondiali (1998, 2006) e due dei Campionati africani (2001, 2007).